# Hajózási térkép

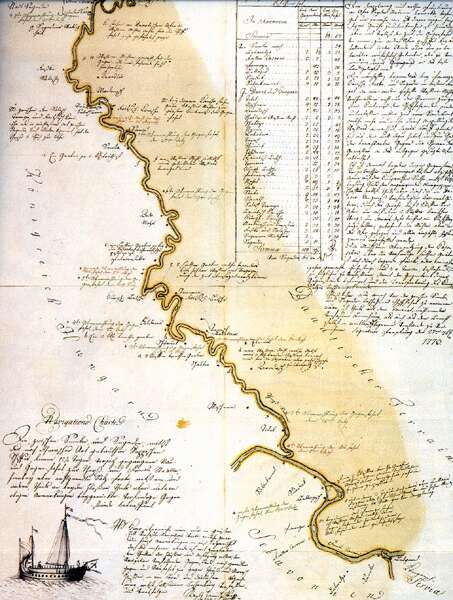
Az első tiszai hajózási térkép 1773-ból

A hajózási térkép vagy navigációs térkép egy adott folyam- vagy tengerszakaszt bemutató, a hajózás különleges igényeinek megfelelő térkép, amely a hajósok számára a navigáció szempontjából nélkülözhetetlen információkat tartalmaz, folyó esetén például a folyamkilométer értékeket.
A hajózási térképek léptékei széles skálán mozognak. A part menti hajózáshoz használt térképek esetén körülbelül 1:25 000 és 1:100 000 közötti, míg a nyílt vízi hajózáshoz akár 1:2 000 000 léptékű térképeket is használnak.
Európában a hivatalos hajózási térképeket a németországi Bundesamt für Seeschifffahrt und Hydrographie (Tengerhajózási és Vízrajzi Hivatal) adja ki. A mintegy 640 oldalas atlasz 1997 óta Európa teljes vízhálózatát lefedi.

## A térkép tartalma, a térképi ábrázolás
A tengeri hajózási térképek igen kis léptékű típusa az átnézeti térkép, amely egy-egy világtengert, vagy annak egy bizonyos részét ábrázolja, csupán a hosszúsági és szélességi körök, valamint a tengeráramlatok feltüntetésével. Ezek elsősorban a tengerentúli útirányok megállapításakor, kitűzésekor használhatóak. A nagyobb léptékű útiránytérképek vagy nagy léptékű helyszínrajzok az egyes partszakaszok és tengerrészek részletes ábrázolásai. Ezeken a partvonal részletes rajza mellett feltüntetik a hajózási útvonalakat, az áramlatokat, az árapály mértékét, a kikötési pontokat, a vízmélységet (ezzel együtt a zátonyokat), valamint a hajózható csatornákat, továbbá a hajózás szempontjából fontos tájékozódási pontokról, vízi létesítményekről (kikötőkről, bójákról, világítótornyokról, egyéb építményekről) tartalmazó információkat.
A belvízi – többnyire folyami – utak hajózási térképei a meder mélységi viszonyairól, a gázlókról, a hajózási jelekről, a kikötési pontokról és a navigációt befolyásoló vízi létesítményekről (hidakról, zsilipekről stb.) nyújtanak tájékoztatást.

A nagy léptékű hajózási térkép tartalmazza:
- a partok és a szigetek körvonalait (a partvonalat);
- a mélységi vonalakat;
- a tájékozódási pontokat;
- a világítótornyok helyét és jellemző paramétereit;
- a hajóroncsok, nagy kövek és más víz alatti akadályok helyét;
- a nem megbízható mélységi adatokra figyelmeztető jelzéseket;
- a forgalomelválasztó rendszereket és hajózási útvonalakat;
- a honvédelmi és más, korlátozott forgalmú térségeket;
- a kábelek, csővezetékek helyét;
- a partvonal mentén a legtöbb fontos hely, forgalmi út nevét és magasságát;
- a térkép léptékét;
- a térkép szélein a földrajzi koordinátákat jelző skálát (a szélességi körök tengeri mérföldben szerepelnek);
- az égtájakat jelző szélrózsát (a mágneses észak felé tájolva).

A földterületet sárgás színek, a vizeket a kék különböző árnyalatai jelölik. A sekély vizet zöld, a mély vizet fehér szín jelzi.

## Története
Az első tengerészek számára készített térképet Tyre-i Marinus (kb. 70–130) készítette, bár korábban a peripluszt már használták navigációs célokra. Marinus egy egyenlő távolságú hengeres vetületet használt, ahol a fő szélességi és hosszúsági kör Rodosznál metszette egymást, az akkori hajózási központnál. Ptolemaiosz Geographia című művében megemlékezik Marinusról és arról, hogy segítségül szolgált hasonló témájú térképéhez.

### Középkori portolánok

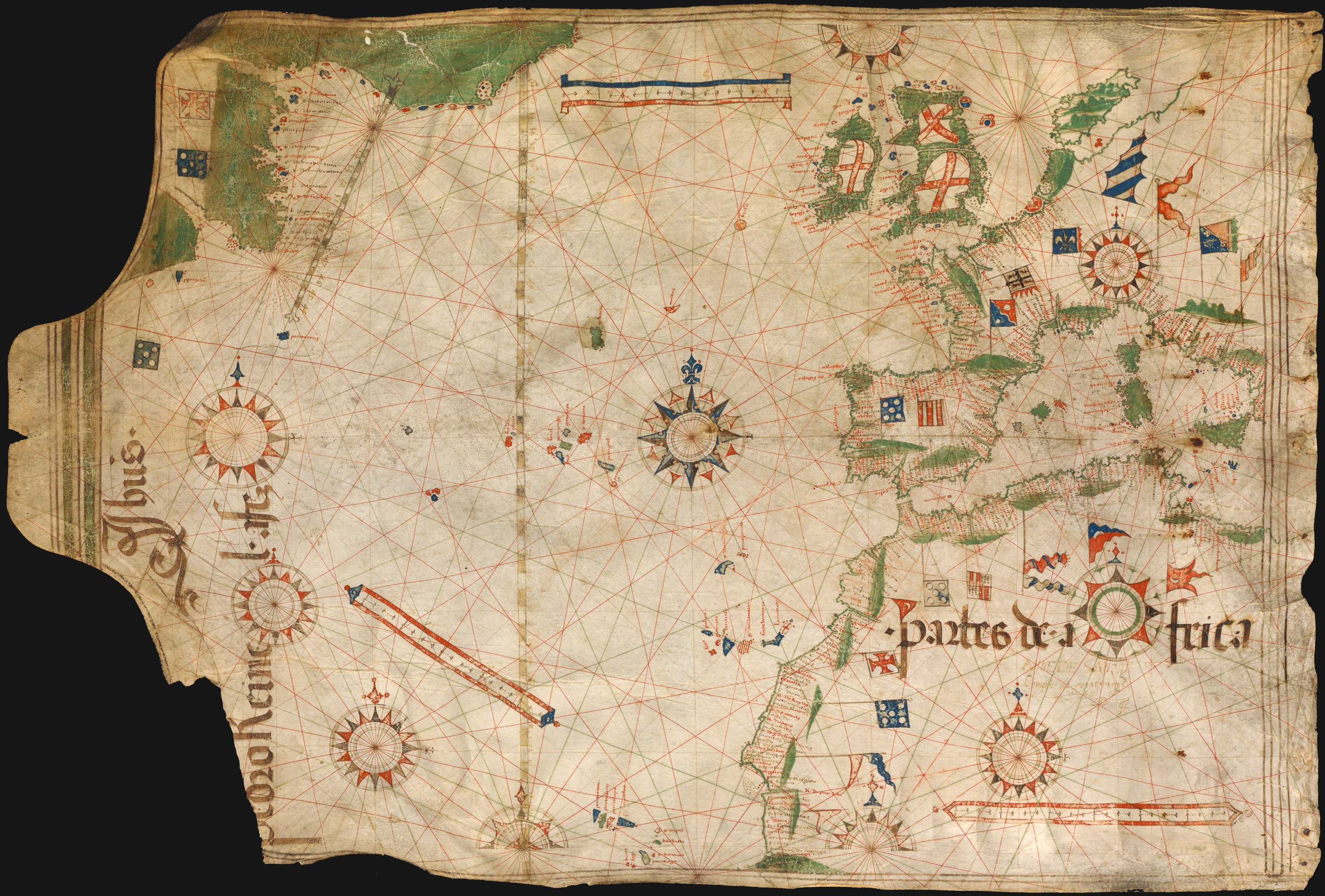
A portugál Pedro Reinel 1504 körül készült portolántérképe

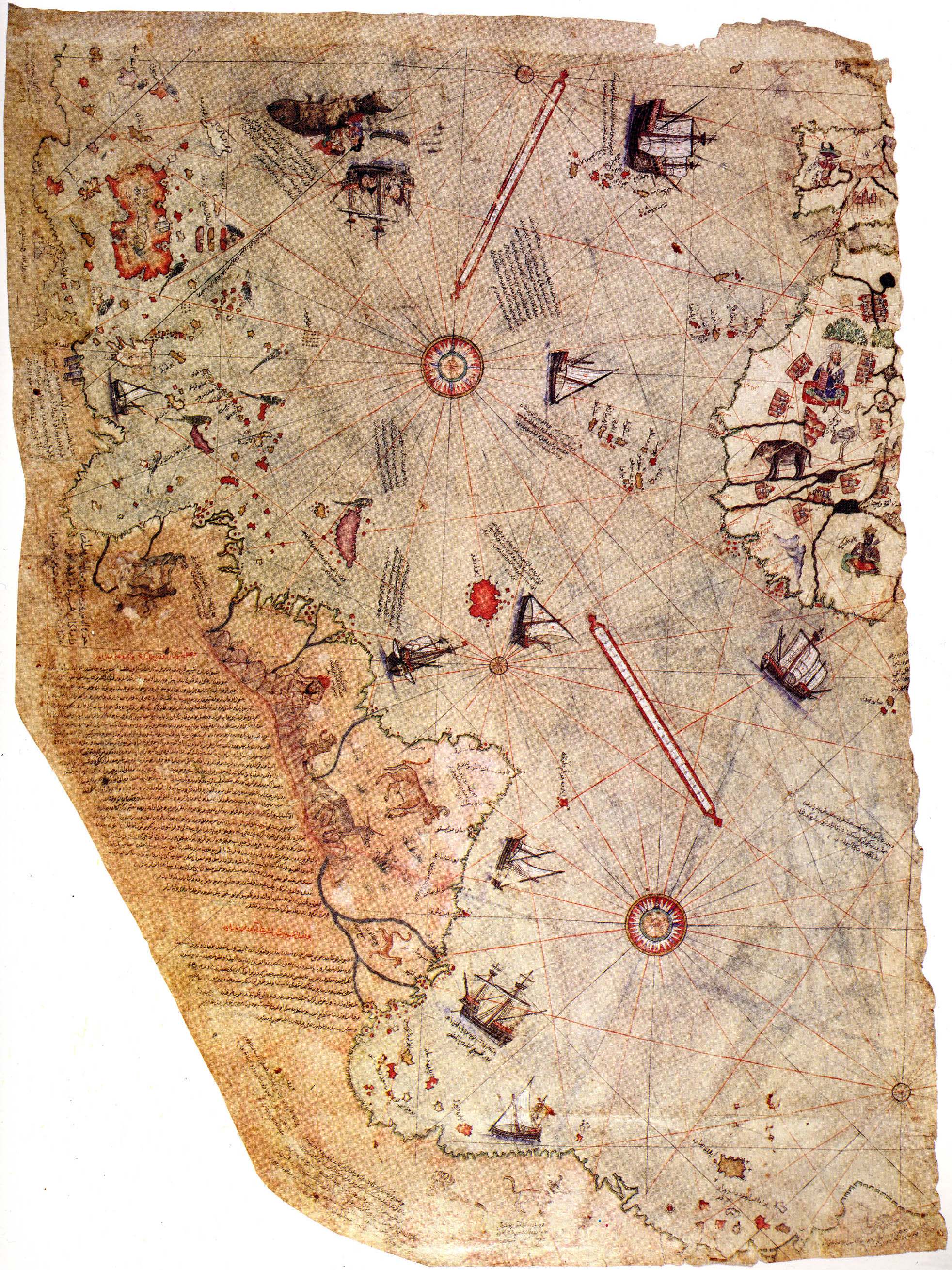
Piri Reis (Hadji Muhiddin Piri Ibn Hadji Mehmed) portolántérképe Amerika partvonalával (1513)

Az égtájakat jelző szélrózsa

A modern hajózási térképek előzményeiként a középkori tengeri hajózási kézikönyveket, a portolántérképeket tartják számon.  A portolano itáliai hajósok által használt írott hajós kalauz volt, mely a vitorlások számára hajózási útvonalakat írt le a különböző kikötők között, feltüntette a fontosabb tengerparti objektumokat, az egyes partszakaszokra jellemző hajózási viszonyokat (tengeráramlatok, uralkodó szélirány stb.) és a navigáció biztonságát segítő veszélyes helyeket (zátonyok, parti szirtek stb.). E korai portolanókban gyakran a partvonal elnagyolt ábrázolását is közreadták, s a part menti városok egymástól való távolságát tengeri mérföldben jelölték. Az első ismert portolántérkép, a Compasso da navigare körülbelül 1250-ből maradt fenn.
Az első ismert portolántérképeket a 13. században készítették olasz és katalán hajósok, s mintegy száz ilyen korabeli hajózási könyv maradt fenn napjainkig.
Ezzel párhuzamosan, a 14–15. században jelentek meg az európai tengerek – a Földközi-tenger, a Fekete-tenger, illetve a Marokkó és a Balti-tenger közötti atlanti partvidék – első, meglehetősen elnagyolt térképi ábrázolásai. Az Oszmán Birodalom térképészei szintén elkészítették a maguk tengeri térképeit, az 1560-ban elkészült, anonim szerzőségű Deniz atlası című mű például az Indiai-óceánról is tartalmazott a portolanókhoz hasonló térképlapokat. Ezek a korai térképek inkább felületes tájékozódásul szolgáltak, a navigációs igényeket – különösen nyílt vízen – nem tudták kielégíteni.

### Nyomtatott hajózási térképek
Az első, a navigáció szolgálatába állítható hajózási térképek az európai nagyhatalmak – különösen Portugália, Spanyolország és Németalföld – tengerentúli gyarmatbirodalmainak kiépülésével párhuzamosan, a 15. században jelentek meg. A kor nagy felfedezőinek – Vasco da Gama, Magellán, Kolumbusz Kristóf és mások – egyik kiemelt törekvése volt, hogy az ismeretlen területeket a lehető legpontosabban feltérképezzék, és az így szerzett rendkívül értékes információkat hozzáférhetővé tegyék a nyomukban járók számára. 
Az első nyomtatott hájózási térkép 1539-ben jelent meg (Vavassore, Velence), de a végleges térhódítást a hollandok 1584-85-ben megjelent tengeri atlasza hozta meg.
Ezek az első térképek – megfelelő térképészeti felszerelés híján – azonban nem voltak teljesen pontosak. A 17. században jelentek meg azok a nagy pontosságú méréseket lehetővé tevő műszerek, amelyek segítségével elkészülhettek az első megbízható partvonaltérképek. Különösen népszerűek voltak a németalföldi Kelet-indiai Társaságok hajósai által készítettek.
A nyomtatott navigációs térképek használatához feltétlenül szükség van körzőre, szögmérésre is alkalmas derékszögű vonalzóra és ceruzára. További, a navigáció során használt eszközök:
- iránytű;
- tükrös tájoló;
- sebességmérő;
- mélységmérő;
- rádiólokátor (radar);
- szextáns;
- távcső.

### Digitális hajózási térképek

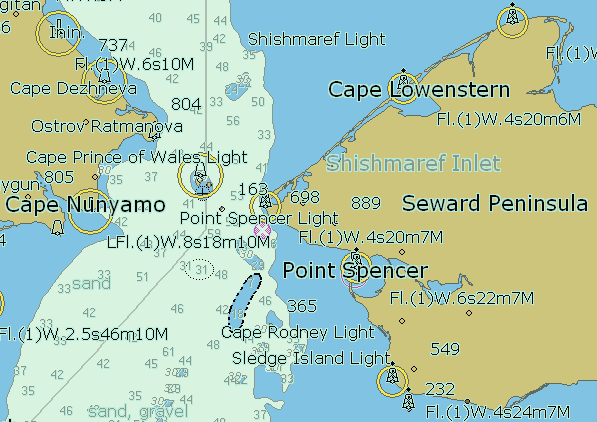
A Bering-szoros hajózási térképe

Napjaink egyik legfőbb törekvése az ECDIS szabványainak megfelelő digitális hajózási térképek kidolgozása. A hagyományos térképek jelentősége visszaszorult a globális helymeghatározó rendszer, a GPS bevezetése és széles körű elterjedése óta eltelt időben. A nyomtatott térképek egyik legnagyobb hátránya a rajta szereplő információk frissítésének nehézkessége: a hajósok az egyes hajózási hivatalok, felügyeleti szervek által rendszeresen bejelentett változtatásokat kénytelenek voltak kézzel átvezetni a térképre. Az automatikusan frissülő digitális hajózási térképek bevezetésével eme körülményes, és a tévedést sem kizáró gyakorlat a múlté lett.
2005 derekán a USS Oklahoma City (SSN-723) jelű tengeralattjáró volt az első vízi jármű, amelyet digitális térkép segítségével navigáltak

## Fordítás
- Ez a szócikk részben vagy egészben a Seekarte című német Wikipédia-szócikk ezen változatának fordításán alapul.  Az eredeti cikk szerkesztőit annak laptörténete sorolja fel. Ez a jelzés csupán a megfogalmazás eredetét és a szerzői jogokat jelzi, nem szolgál a cikkben szereplő információk forrásmegjelöléseként.